# Francesco Blasi
Francesco Blasi (Napoli, 19 ottobre 1937) è un biologo italiano.

## Biografia
Francesco  Blasi è nato a Napoli il 19 ottobre 1937, dove ha studiato Medicina e Chirurgia laureandosi con Lode all'Università Federico II nel 1961.
Ha iniziato a occuparsi di ricerca scientifica fin dal terzo anno di corso mentre era interno nell'Istituto di Patologia Generale dell'Università di Napoli. Dopo la laurea, ha lavorato per due anni (1962-64) nella Germania del dopo guerra a Francoforte sul Meno, nel Max Planck Institut für Biophysik. Nel 1968 diventò libero docente di Patologia e poi partì per gli Stati Uniti dove lavorò per due anni nel Laboratory of Chemical Biology dell'NIAMD ai National Institutes of Health (NIH), a Bethesda, Md (1968-70). All'epoca il laboratorio era diretto da Christian B. Anfinsen che pochi anni dopo vinse il Premio Nobel per la Chimica. Dopo questo periodo, Blasi è poi ritornato negli USA per successivi periodi sabbatici che includono ritorni all'NIH (1983-84) e visita della Columbia University a New York (1986-87).
Tra il 1970-1980 Blasi diventò professore associato (all'epoca "incaricato") di Genetica all'Università di Napoli, Seconda Facoltà di Medicina, e poi ricercatore nel Consiglio Nazionale delle Ricerche.
Nel 1980 Blasi vinse il Concorso nazionale e fu nominato professore di Genetica Umana presso la seconda Facoltà di Medicina dell'Università di Napoli. Nello stesso anno, fu inoltre nominato direttore dell'Istituto di genetica e biofisica del CNR a Napoli.
Nel 1987 Blasi si spostò in Danimarca come Professor of Molecular Biology presso il Mikrobiologisk Institut dell'Università di Copenaghen, e Direttore del Center of Molecular Cell Biology. Rimase a Copenaghen fino all'estate del 1992.
In 1992 Blasi ritornò in Italia, a Milano, come professore di Genetica all'Università di Milano e direttore dell'Unità di Genetica Molecolare nel neo-costruito Istituto Scientifico H.S. Raffaele (HSR). All'HSR Blasi più tardi diresse il Dipartimento di Biologia Molecolare e Genomica Funzionale, diventò professore di Biologia Molecolare nella nuova Università Privata dell'HSR e coordinatore del programma di studi di dottorato in Biologia Molecolare e Cellulare,
Nel 2004 Blasi fece partire il laboratorio di "Regolazione della trascrizione nello sviluppo e nel cancro", nel nuovissimo Istituto della FIRC, l'IFOM (Fondazione FIRC Institute of Molecular Oncology) dove poi si spostò definitivamente nel 2009, divenendone anche vice-direttore scientifico.

## Attività di ricerca
Gli interessi scientifici di Blasi vanno dalla purificazione e struttura delle proteine, ai meccanismi di regolazione dell’espressione genica nei batteri, allo studio delle proteasi extracellulare e loro recettori nella migrazione delle cellule eucariote e più recentemente allo studio dei fattori trascrizionali homeobox nello sviluppo embrionale del topo e nel cancro.
Dopo i primi due anni post laurea spesi all’allora Max Planck Institut für Biophysik a Francoforte sul Meno, Blasi ritornò a Napoli ed iniziò a lavorare sulla biosintesi degli ormoni tiroidei identificando e purificandone alcuni enzimi. Quando si spostò in U.S.A. nel 1968, Blasi lavorò con Bob Goldberger sulla regolazione dell’espressione degli enzimi della biosintesi dell’istidina nel batterio Salmonella typhimurium, codificato dall’His Operon. Tornato in Italia nel 1970, lavorò per parecchi anni per comprendere il meccanismo di regolazione dell’His Operon.  I suoi studi portarono alla definizione dell’Attenuator, una sequenza di DNA che viene trascritta ma può essere tradotta o meno sulla base della presenza o meno di istidina. Infatti, l’mRNA dell’Attenuator assume una diversa conformazione che permette o meno l’ulteriore trascrizione e quindi l’espressione di tutto il gruppo di enzimi. In assenza di istidina, i ribosomi rimangono bloccati sull’Attenuator e e questo permette di far ulteriormente continuare la trascrizione1. In presenza di istidina, invece, la forma assunta rende l’mRNA un bersaglio per enzimi litici che lo distruggono. La scoperta di questo meccanismo richiese la messa a punto in epoca pionieristica di metodi come la produzione di batteriofagi trasducenti l’operone istidina, il loro clonaggio molecolare ed il loro sequenziamento.
Tra il 1980 e il 1992 (tra Napoli e Copenaghen) Blasi lavorò sul ruolo delle proteasi nel cancro, seguendo l’idea che le proteasi extracellulari potessero facilitare la migrazione cellulare e quindi influenzare in modo importante la malignità dei tumori (metastasi). Blasi identificò, clonò e studiò la regolazione dell’attivatore del plasminogeno urokinase (uPA) e del suo specifico inibitore PAI-1; poi scoprì l’esistenza di un recettore specifico per uPA, (uPAR) nel 1985, il primo recettore per una proteasi extracellulare ad essere identificato, che concentra sulla membrana cellulare l’attività proteolitica della cellula. Negli anni successivi, a Milano all’HSR, il laboratorio di Blasi ha studiato la struttura, la funzione e la regolazione di questo recettore.
All’inizio del nuovo secolo, Blasi cominciò a interessarsi di Biologia dello sviluppo, grazie alla scoperta di un nuovo fattore di trascrizione, PREP1, facente parte del gruppo di quelli contenenti un omeodominio; PREP1 è essenziale nello sviluppo embrionale, ma nell’adulto agisce da soppressore tumorale sia nel topo che nell’uomo. Il meccanismo alla base di queste funzioni è quello della salvaguardia dell’integrità del genoma.

## Incarichi
Nel 1979 Blasi fu eletto membro della European Molecular Biology Organization (EMBO), nel 1987 della Danish Scientific Academy e nel 1993 dell’Accademia Europea. Nell’EMBO, Blasi ha fatto parte dell’EMBO Council, del Course Committee e dal 1999 al 2004 del Fellowships Committee.
Inoltre, Blasi ha fatto parte per parecchi anni degli Scientific Advisory Committee dell’European Molecular Biology Laboratory (EMBL) di Heidelberg, degli Istituti di Biologia dello Sviluppo (Palermo) e di Genetica e Biofisica del CNR, a Napoli, e dell’InSTEM, Bangalore (India).
Blasi è stato anche membro del Review Committee dell'Istituto Weizmann, (1995) e nel 1994 del Review Committee predisposto dall’EMBO per la valutazione della Biochimica e Biologia Cellulare nella Repubblica d’Austria.

## Premi e onorificenze
Nel 1993, a Blasi è stato conferito il titolo di Dr. Med. Honoris Causa dall’Università di Copenaghen.
Nel 1983-84 Blasi è stato vincitore della Fogarty International Scholarship del National Cancer Institute, Bethesda, MD; nel 1993, dello ISFT (International Society of Fibrinolysis and Thrombolysis) prize, per la scoperta del recettore dell’urochinasi.

## Pubblicazioni
Tra il 1960 e il 2017 Francesco Blasi è stato autore di circa 300 pubblicazioni su giornali scientific peer-reviewed di alto profilo.
- Di Nocera, PP, Blasi,F, Di Lauro,R, Frunzio,R & Bruni, CB. Nucleotide sequence of the attenuator region of the histidine operon of Escherichia coli K12. Proc. Natl. Acad. Sci.USA, 75, 4276, 1978.
- Stoppelli, MP, Tacchetti, C, Cubellis, MV, Corti, A, Hearing, VJ, Cassani, G, Appella, E & Blasi, F. Autocrine saturation of pro-urokinase receptors on human A431 cells. Cell, 45, 675-684, 1986.
- Blasi, F, Vassalli, JD & Danø, K. Urokinase-type plasminogen activator: proenzyme, receptor and inhibitors. J. Cell Biol. 104, 801-804, 1987.
- Blasi, F. and Carmeliet, P. (2002). uPAR: a versatile signaling orchestrator. Nature Rev. Mol. Biol. 3, 932-943.
- Berthelsen, J., Zappavigna, V., Ferretti, E., Mavilio, F. and Blasi, F. Prep1, a novel partner of Pbx proteins, modifies Pbx-Hox protein cooperativity. EMBO J. , 17, 1434-1445 (1998).
- Ferretti, E., J.Carlos Villaescusa, Patrizia Di Rosa, Luis C. Fernandez-Diaz, Elena Longobardi, Roberta Mazzieri, Annarita Miccio, Nicola Micali, Licia Selleri, Giuliana Ferrari and Francesco Blasi. Hypomorphic mutation of the TALE gene Prep1 (pKnox1) causes a major reduction of Pbx and Meis proteins and a pleiotropic embryonic phenotype. (2006). Mol. Cell. Biol. 26:5650-5662.
- Fernandez-Diaz, L. C., Laurent, A., Girasoli, S., Turco, M., Longobardi, E., Iotti, G., Jenkins, N. A., Fiorenza, M.T., Copeland, N. G.  and Blasi, F... The absence of Prep1 causes p53-dependent apoptosis of pluripotent epiblast cells. Development, 137:3393-3403, 2010.
- G. Iotti, E. Longobardi; S. Masella; L. Dardaei; F. De Santis; N. Micali; F. Blasi, Homeodomain transcription factor and tumor suppressor Prep1 is required to maintain genomic stability., in Proc Natl Acad Sci U S A, vol. 108, n. 29, Jul 2011,  pp. E314-22, DOI:10.1073/pnas.1105216108, PMID 21715654.
- F. Blasi, C. Bruckmann, D. Penkov, L. Dardaei. 2017. A tale of TALE. PREP1, PBX1 and MEIS1: interconnections and competition in cancer. BioEssays. May;39(5). doi: 10.1002/bies.201600245.

| Controllo di autorità | LCCN (EN) n85368216 · GND (DE) 1281411507 · J9U (EN, HE) 987007437801705171 · CONOR.SI (SL) 209674083 |